# Simeón Cuba
Simeón Willy Cuba Sanabria (Cochabamba, 5 de enero de 1935 - La Higuera, 9 de octubre de 1967) fue un sindicalista y guerrillero boliviano que integró la Guerrilla de Ñancahuazú comandada por Ernesto ''Che'' Guevara en 1966 y 1967 en el sudeste de Bolivia. Murió asesinado simultáneamente con el Che Guevara en la escuela de La Higuera (Bolivia) donde se encontraban detenidos desde el día anterior.

## Biografía
Simeón Cuba era un dirigente sindical minero en las minas de estaño de Huanuni, donde se desempeñó como secretario de milicias y secretario de organización del sindicato de la mina. Después del golpe de Estado encabezado por el General René Barrientos en 1964 fue expulsado de la mina.
Pertenecía al Partido Comunista de Bolivia pero en 1965 se separó con otros miembros para fundar y dirigir el Partido Comunista Marxista-Leninista de Bolivia (PCML), dirigido por Moisés Guevara, que sostuvo una posición favorable a la lucha armada y una ideología maoísta.

### Guerrilla de Ñancahuazú y muerte
Luego de la fallida experiencia del Congo, el Che Guevara organizó un foco guerrillero en Bolivia, donde instaló a partir del 3 de noviembre de 1965, en una zona montañosa cercana a la ciudad de Santa Cruz, en una área que atraviesa el río estacional Ñancahuazú, afluente del importante río Grande (Bolivia).
El grupo guerrillero tomó el nombre de Ejército de Liberación Nacional (ELN) de Bolivia con secciones de apoyo en Argentina, Chile y Perú.
Simeón Cuba revistó en la columna de vanguardia comandada por Ernesto Guevara. Cuando este último fue herido en la Quebrada El Churo, el 8 de octubre de 1967 Cuba permaneció junto a él, siendo capturados juntos y remitidos a La Higuera (Bolivia), donde permaneció recluido en la escuela, en el aula contigua a la que fue destinada a la reclusión del Che Guevara. Al día siguiente fue asesinado pocos minutos antes que Ernesto Guevara.
Sus restos fueron enterrados, también clandestinamente, en una fosa común junto a los de Ernesto Guevara y otros cinco guerrilleros muertos entre el 8 y el 9 de octubre. 
El cuerpo fue hallado el 12 de julio de 1997, y reposan en el Memorial de Ernesto Guevara en Santa Clara, Cuba.